# 巴赫穆特卡河 (科吉利尼克河支流)
巴赫穆特卡河（烏克蘭語：Бахмутка），是烏克蘭的河流，位於該國西南部，屬於科吉利尼克河的右支流，發源自塔魯季涅西北面，流經敖德薩州，河道全長14公里。